# پائولو ورونزه
پائولو ورونزه (به ایتالیایی: Paolo Veronese)؛ با نام اصلی پائولو کالیاری، در ۱۲ مارس ۱۵۲۸ به دنیا آمد و در ۱۹ آوریل ۱۵۸۸ درگذشت. یک نقاش رنسانس ایتالیایی اهل ونیز بود. وی یکی از نقاشان بزرگ تاریخ بود که هم در عرصه مذهبی و اساطیری فعالیت داشت. او بهمراه تیسین که از پائولو یک نسل بزرگ‌تر و از تینتورتو ده سال بزرگ‌تر بود جزء سه هنرمند بزرگ ونیز قرن ۱۶ می‌باشند.

## زندگی و کار

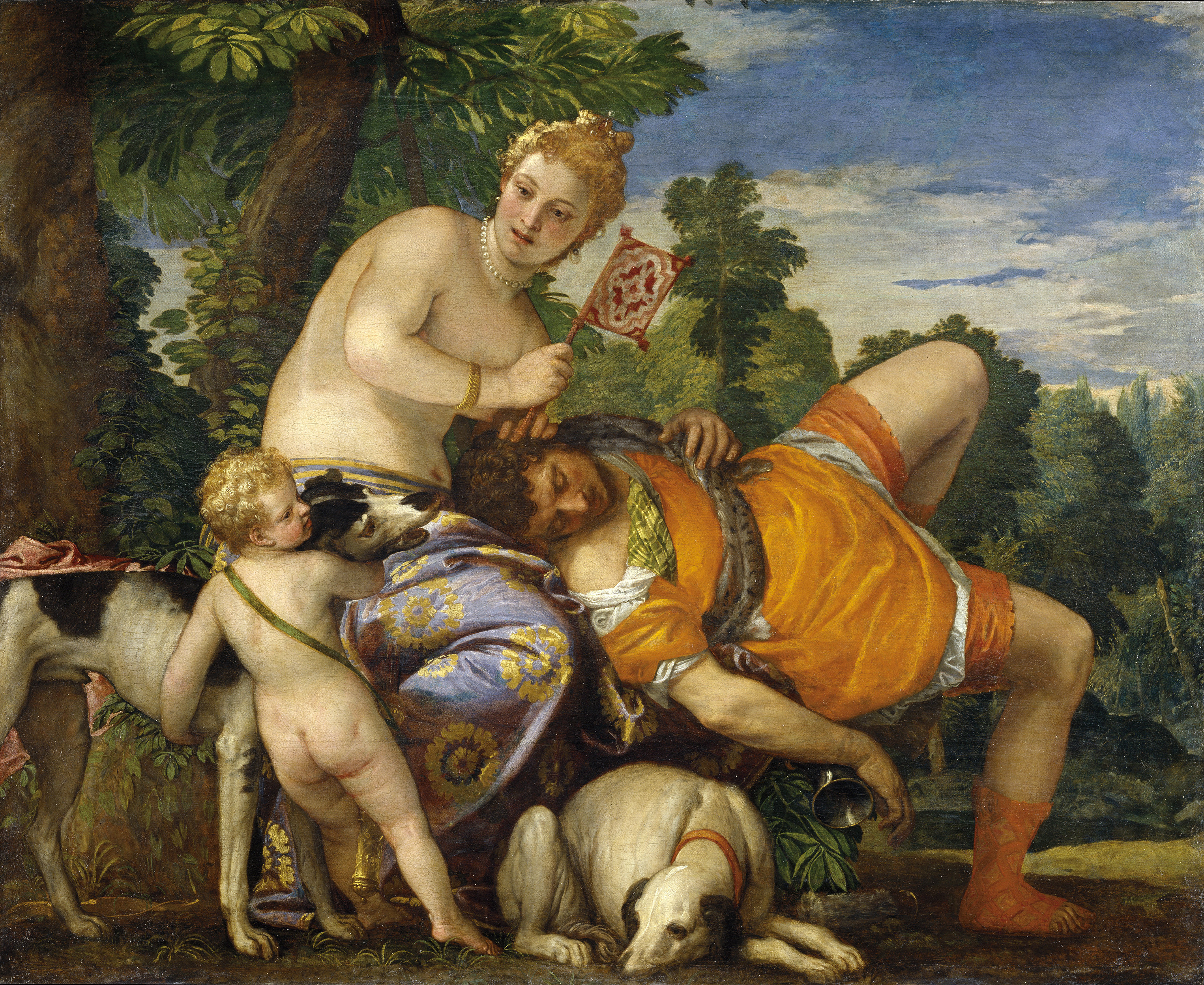
ونوس و آدونیس تابلویی از پائولو ورونزه که در اوایل دهه ۱۵۸۰ کشیده شده است، اکنون در موزه دل پرادو، در مادرید نگهداری می‌شود. این تابلو، رنگ روغن روی بوم است و ابعاد آن ۱۶۲ × ۱۹۱ سانتی‌متر (۶۴ در ۷۵ اینچ) می‌باشد. نقاشی اصلی در قرن ۱۸ ۵۰ سانتی‌متر در حاشیه بالایی بزرگ شد. این بخش اضافه شده در یک بازسازی در سال ۱۹۸۸ حذف شد، بنابراین کار قالب افقی اصلی خود را بازیابی کرد

### تولد و نام
ورونز (به انگلیسی: Veronese) نام او که برگرفته از ورونا شهری در شمال ایتالیا. آمارگیری شهر ورونا نشان می‌دهد که وی در سال ۱۵۲۸ پیشش یک سنگ‌تراش به نام گابریالا (به ایتالیایی: Gabriele) و همسر وی کاترینا(به ایتالیایی: Catherina) به دیا آمده. او پنجمین فرزند بوده‌است.

## نگارخانه

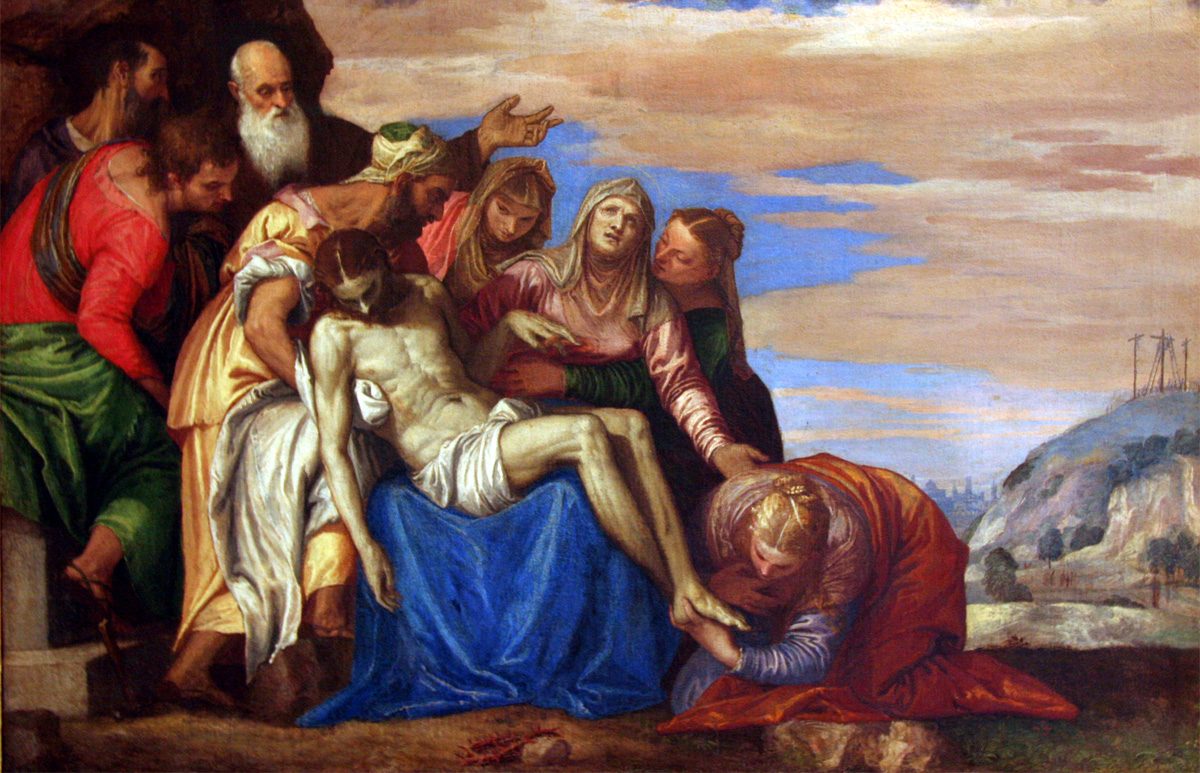
مصلوب شدن عیسی مسیح
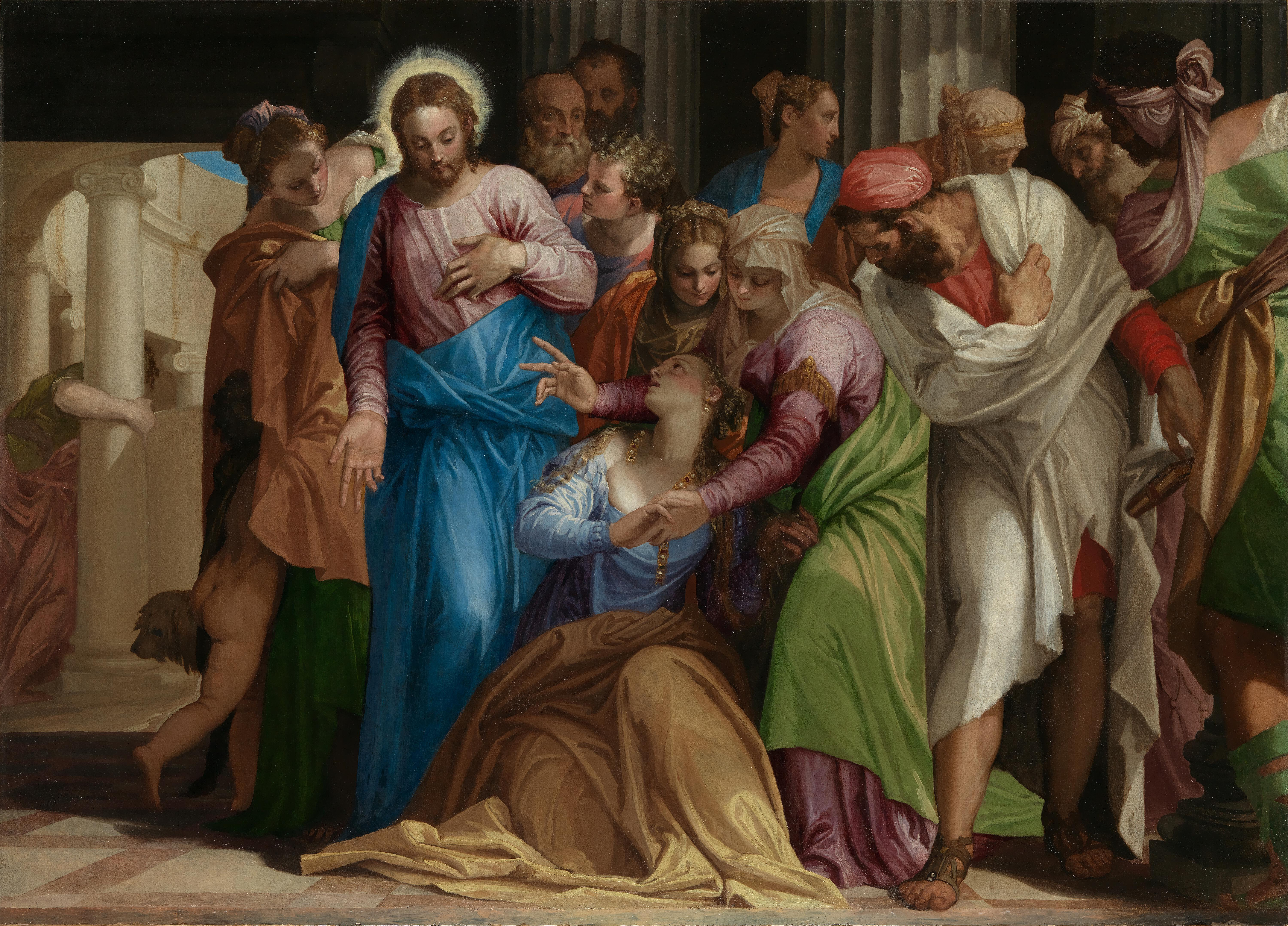
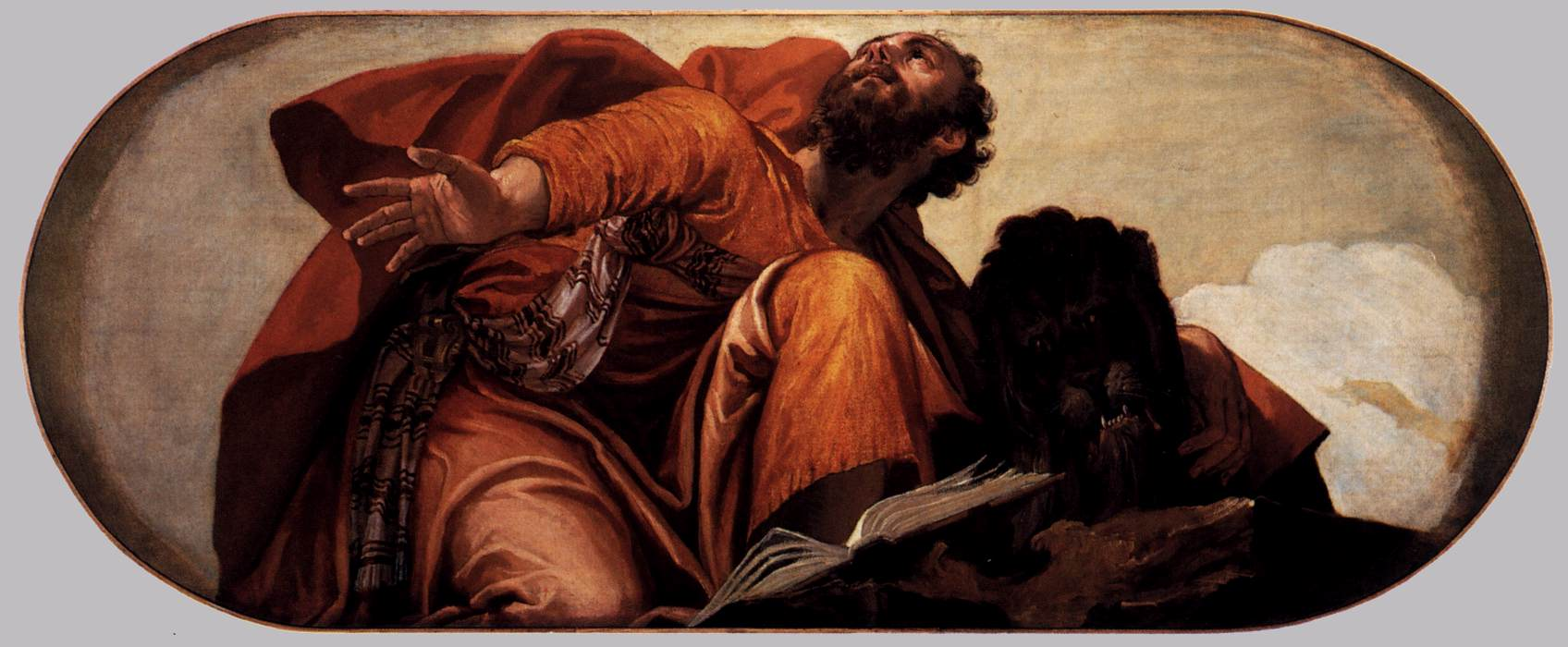
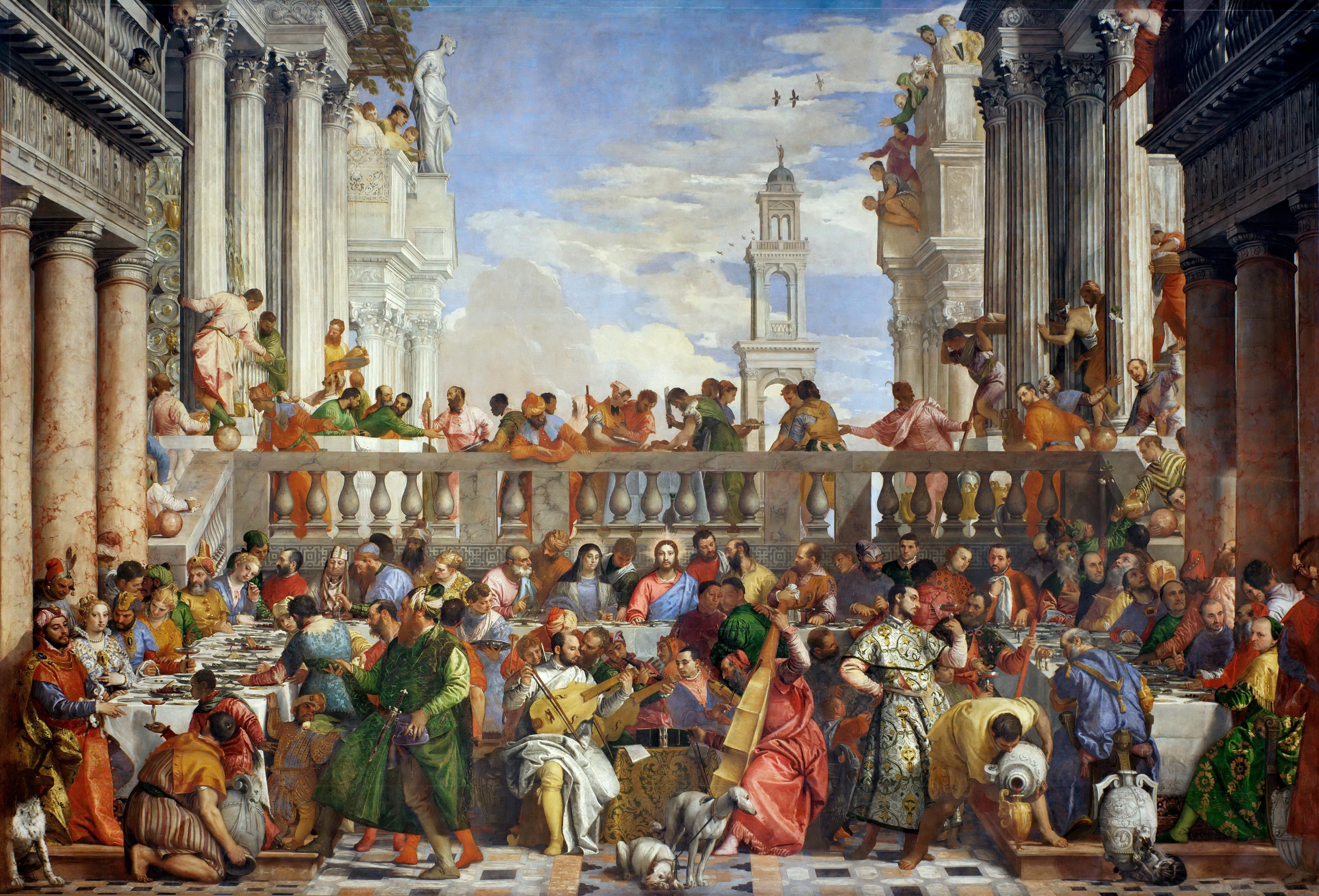
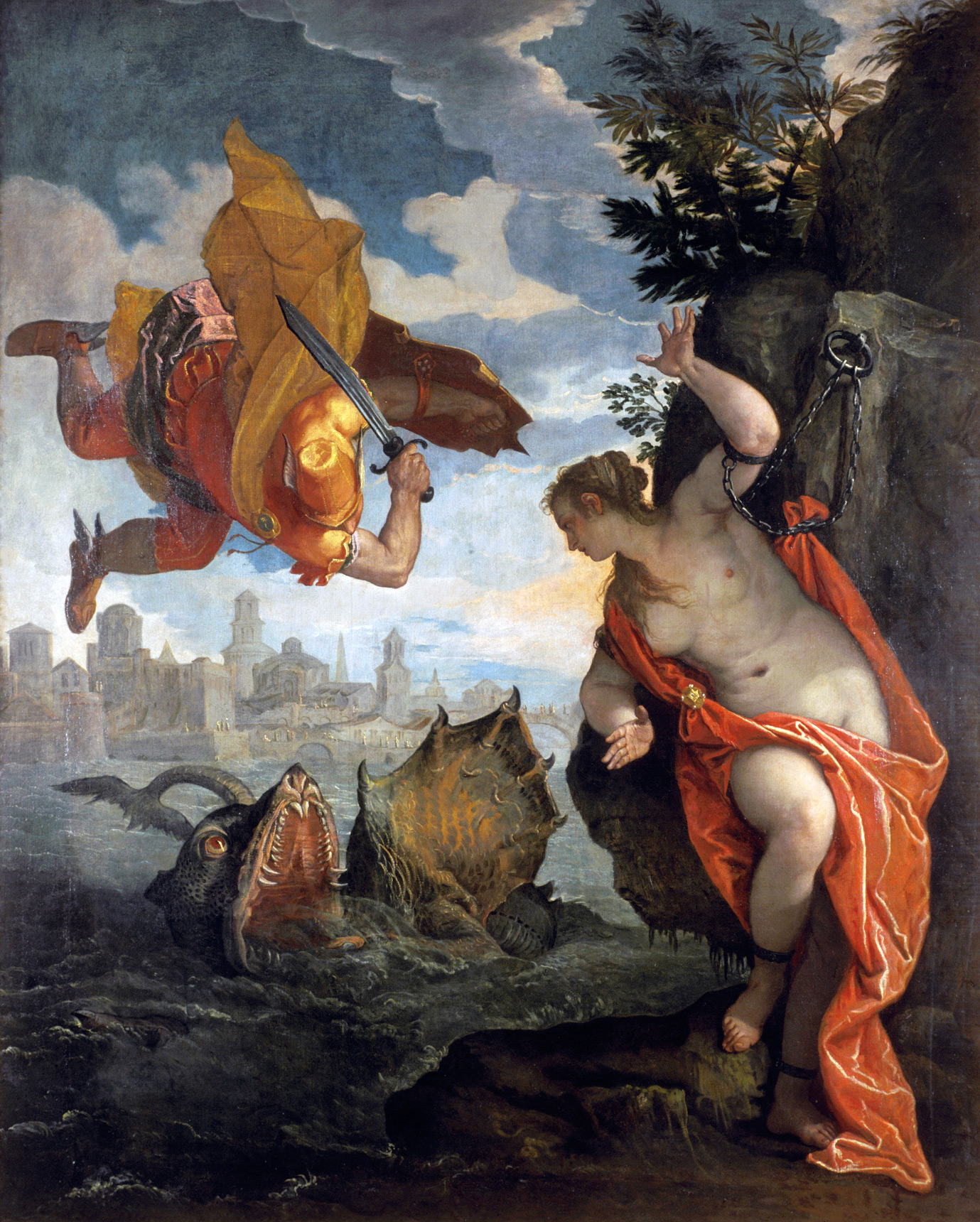
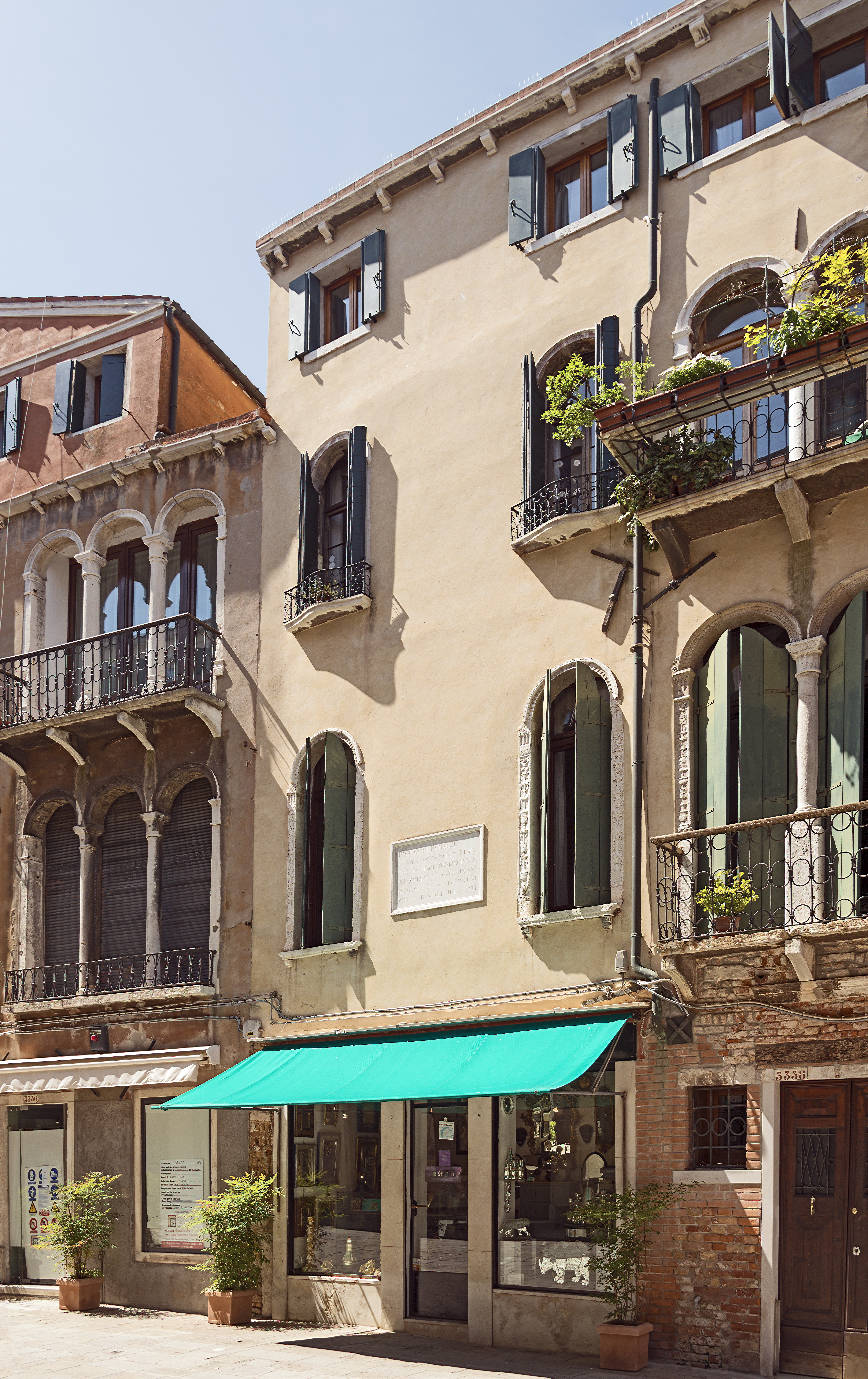
خانه Veronese در ونیز